# Focke-Wulf Fw 58
Focke-Wulf Fw 58 Weihe ("chim ưng") là một loại máy bay của Đức, trang bị cho Luftwaffe làm máy bay huấn luyện.

## Biến thể
Fw 58 V1
Fw 58 V2
Fw 58 V3
Fw 58 V4
Fw 58B
Fw 58B-1
Fw 58B-2
Fw 58C
Fw 58W

## Quốc gia sử dụng
Áo
- Không quân Áo

 Argentina
- Không quân Argentina (1938-1952)

 Brasil
- Hải quân Brazil
- Không quân Brazil
- Syndicato Condor
- Varig

 Bulgaria
- Không quân Bulgary

 NDH
- Không quân Croatia

 Tiệp Khắc
- Không quân Tiệp Khắc

 Phần Lan
- Không quân Phần Lan

 Nazi Germany
- Luftwaffe

 Hungary
- Không quân Hungary

 Hà Lan
- Không quân Hoàng gia Hà Lan

 Na Uy
- Không quân Hoàng gia Na Uy

 Ba Lan
- Không quân Ba Lan

 Romania
- Không quân Hoàng gia Romani
- Không quân Romani

 Slovakia
- Không quân Slovak (1939-1945)

 Tây Ban Nha
- Không quân Tây Ban Nha

 Thổ Nhĩ Kỳ
- Không quân Thổ Nhĩ Kỳ

 Soviet Union
- Không quân Liên Xô

## Tính năng kỹ chiến thuật (Fw 58)
Đặc điểm tổng quát
- Kíp lái: 4
- Chiều dài: 14 m (45ft 11 in)
- Sải cánh: 21 m (68 ft 10 in)
- Chiều cao: 4.3 m (14 ft 1 in)
- Diện tích cánh: 47 m² (506 ft²)
- Trọng lượng rỗng: 1,900 kg (4,200 lb)
- Trọng lượng có tải: 2,810 kg (6,200 lb)
- Động cơ: 2 × Argus As 10, 180 kW (240 hp)  mỗi chiếc

 Hiệu suất bay 
- Vận tốc cực đại: 256 km/h (159 mph)
- Tầm bay: 676 km (420 mi)
- Tải trên cánh: 59.8 kg/m² (12.3 lb/ft²)

Trang bị vũ khí

- 2 × súng máy MG 15 7,92 mm (.312 in)